# 부담중량
부담중량[WEIGHT (=FEATHER, IMPOST)]이란, 경주에서 각 말이 짊어지고 달려야 하는 무게로서 연령, 성별, 유전적 특징 등에 의해 나타나는 각 경주마의 능력 차이를 인위적으로 조정하기 위해 부여하는 경주마가 짊어지고 뛰게 되는 무게를 말한다.
부담중량에 해당되는 것으로는 기수 체중, 부담중량 조정 물품, 기수 장구, 안장 및 안장 모포 잭킹(채찍, 모자, 번호 잭킹은 제외) 등이 있다.
- 일반적으로 부담중량 1kg의 차이는 약 2마신(말의 몸길이)차이(1/3초)
- 1초=6마신, 1마신=약2.4m(경주마 코끝부터 엉덩이 끝까지)